# طرح کتابخانه ملی پهلوی
طرح کتابخانهٔ ملّی پهلوی طرحی بود که دستور اجرای آن توسط محمدرضا شاه پهلوی در سال ۱۳۵۲ در تهران صادر شد، ولی این طرح تا سال ۱۳۵۷ آغاز نشده بود و پس از آن هم به دست فراموشی سپرده شد.
تأسیس این کتابخانهٔ عظیم بر عهدهٔ شجاع‌الدین شفا، معاون وزیر وقت دربار در امور فرهنگی نهاده شد. کتابخانهٔ ملّی پهلوی تا زمان قبل از انقلاب ایران، بعد از کتابخانهٔ مجلس شورای ملی، بزرگ‌ترین طرح کتابخانه‌ای در ایران به‌شمار می‌رفت و طوری برنامه‌ریزی شده بود که مؤسسه‌ای فراتر از کتابخانهٔ ملی ایران در نظر گرفته شده بود که کتابخانهٔ ملی را در خود ادغام می‌کرد.
در مسابقهٔ طراحی بنای کتابخانه، بیش از ۳۰۰۰ معمار از کشورهای مختلف جهان شرکت داشتند پروژهٔ این کتابخانه به دلیل همزمان شدن با انقلاب سال ۱۳۵۷ ایران متوقف شد.